# شرى كتوبية الجلد
شرى كتوبية الجلد أو شرى الكتابة على الجلد (بالإنجليزية: Dermatographic urticaria)‏ هو اضطراب في الجلد يتمثل في ردة فعل فسيولوجية عند فرك الجلد أو حكه، بحيث يلتهب فيه الجلد عند الضغط، الخدش، الفرك، وأحياناً الصفع.
ويعد هذا المرض من أكثر أنواع الشرى شيوعاً.

## العلامات والأعراض

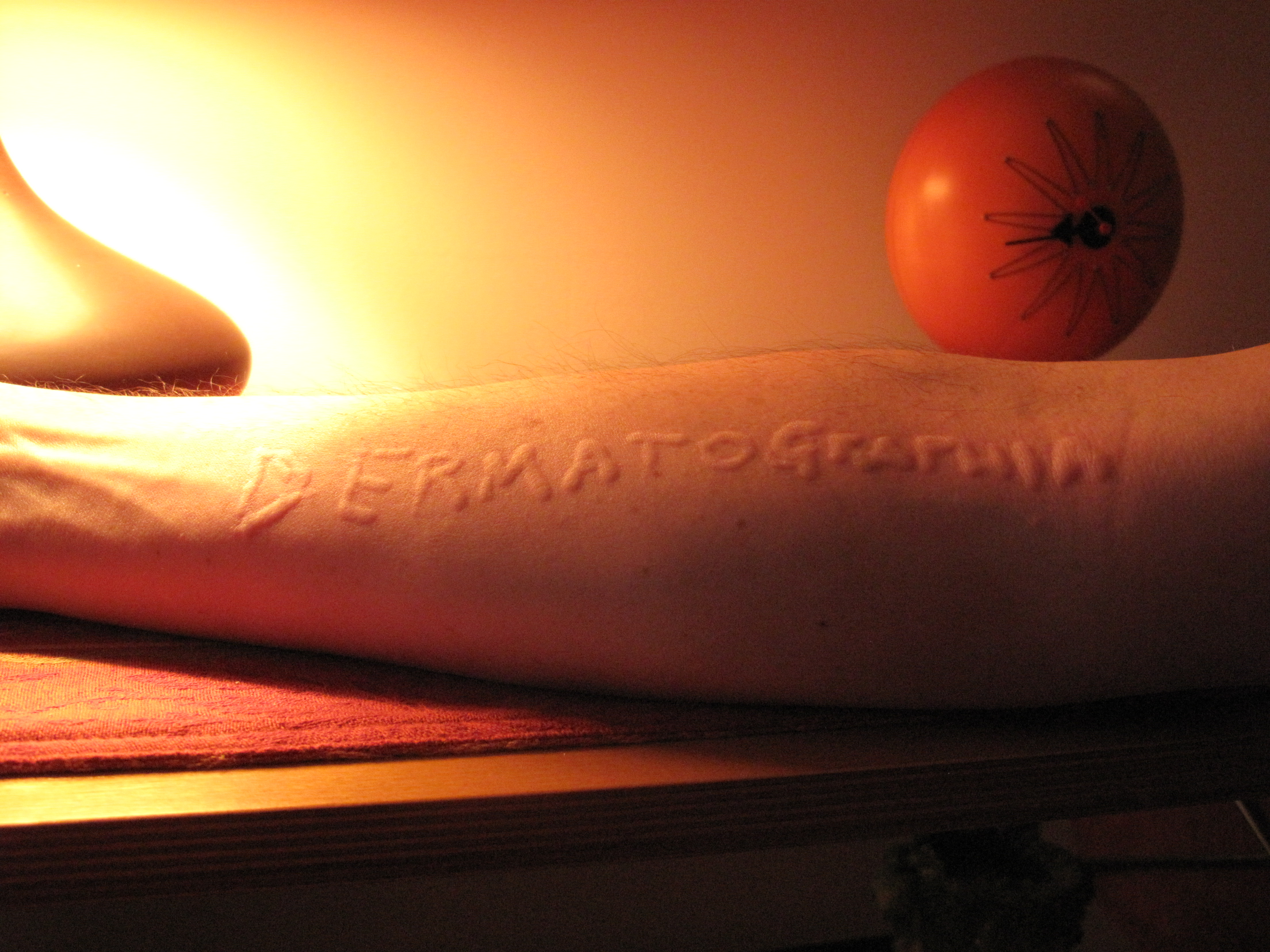
توضيح كتوبية الجلد على الإنسان

ينهار الغشاء الجلدي الضعيف بسرعة وبسهولة تحت الضغط الجسدي مما يتسبب في رد فعل مشابه للحساسية، ويؤدي إلى ظهور انتفاخ أحمر على الجلد. قد يُظن في كثير من الأحيان أن المصاب له حساسية من العنصر الذي خُدش به، بينما في الحقيقة أن التعرض للخدش عامة هو ما يسبب ظهور الانتفاخ. هذه الانتفاخات هي نوع من الشرى الذي يَظهر خلال دقائق، وفي بعض الأحيان قد يصاحبه شعور بالحكة. أول ظهور للشرى في الجلد قد يؤدي إلى انتقالها لمناطق أخرى في الجسم دون لمسها أو خدشها مباشرة. في الحالات الطبيعية، سيتلاشى التورم بدون علاج خلال 15 أو 30 دقيقة، ولكن في بعض الحالات الأخرى، الانتفاخات الحمراء المصاحبة لحكة قد تبقى مدة طويلة تتراوح بين بضع ساعات إلى عدة أيام.

## الأسباب
يُعتقد أن أعراض كتوبية الجلد هي نتيجة لإفراز الهستامين من طرف الخلايا البدينة على سطح الجلد. وفي حالة عدم وجود مستضدات، يجعل الهِستامين البشرة تنتفخ في الأماكن المتضررة. إذا كان الغشاء المحيط بالخلايا البدينة ضعيفاً جداً فسيؤدي هذا إلى انهياره سريعاً تحت الضغط الجسدي، مما سيسبب بالتالي ردة فعل مشابهة للحساسية.
الأعراض قد تكون ناجمة عن:
- الإجهاد والضغط العصبي
- الملابس الضيقة
- ساعات اليد
- النظارات
- الحرارة
- البرد
- أي شيء قد يضغط على البشرة المكشوفة
- العدوى

كتوبية الجلد قد تكون إحدى نتائج كثرة الخلايا البدينة.

## العلاج
كتوبية الجلد يمكن معالجته عن طريق مضادات الهستامين التي تمنع نشاط الهستامين في الجسم وان يتسبب في اى رد فعل.
تناول 1000 مغ من فيتامين ج يومياً قد يساعد في تسريع عملية تحلل وزوال الهستامين.
قد يساعد عدم الاستحمام أو عدم الاغتسال بالماء الساخن من التخفيف من المرض إذا كان قد انتشر في جميع أنحاء الجسم أو فقط في منطقة معينة. وإذا أجدى عدم الاستحمام الساخن نفعاً، فقد تكون حالة التهاب جلد بفعل الاستحمام. وإذا كان المرض يؤثر على الرأس بشكل رئيسي فقد تكون حالة صدفية. في بعض الحالات النادرة، قد تكشف اختبارات الحساسية عن المواد التي تسبب للمريض كتوبية الجلد.
يمنع حمض الكروموجليسيك الخلايا البدينة من إنتاج الهستامين، ويستعمل الحمض موضعياً في حالات التهاب الأنف والربو لكنه غير فعّال في علاج حالات الكتوبية المزمنة.